# Selección de waterpolo de Kazajistán
La Selección de waterpolo de Kazajistán es el equipo formado por jugadores de nacionalidad kazaja que representa en las competiciones internacionales de waterpolo.
Fue campeón en los Juegos Asiáticos del 2018. En el 2021 participará en los Juegos Olímpicos de Tokio.